# Bardney
Bardney est un village et une paroisse civile du Lincolnshire, en Angleterre. Il est situé sur la rivière Witham, à une quinzaine de kilomètres à l'ouest de la ville de Lincoln. Au moment du recensement de 2001, il comptait 1 643 habitants.
Une abbaye y est fondée à la fin du VIIe siècle et abrite les reliques de saint Oswald. Après sa destruction par les Vikings, les reliques sont emportées à Gloucester en 909. L'abbaye est reconstruite après la conquête normande de l'Angleterre et disparaît en 1537, lors de la Dissolution des monastères, après que plusieurs moines ont été exécutés pour avoir participé au soulèvement du Lincolnshire l'année précédente.

## Jumelages
- La Bazoge (France)